# Кідьошська сільська рада
| Кідьошська сільська рада — колишній орган місцевого самоврядування у Берегівському районі Закарпатської області з адміністративним центром у с. Кідьош. Сільській раді були підпорядковані населені пункти: - с. Кідьош |

## Склад ради
Рада складалася з 16 депутатів та голови.

## Керівний склад сільської ради
| ПІБ                       | Основні відомості                                                               | Дата обрання | Дата звільнення |
| ------------------------- | ------------------------------------------------------------------------------- | ------------ | --------------- |
| Кейс Елемир Балажович     | Сільський голова, 1961 року народження, освіта                                  | 26.03.2006   | 31.10.2010      |
| Надь Аттіло Олександрович | Сільський голова, 1974 року народження, освіта середня спеціальна, безпартійний | 31.10.2010   |                 |

Примітка: таблиця складена за даними джерела